# دانيال كيتون
دانيال كيتون (بالإنجليزية: Danielle Keaton)‏ هي ممثلة أمريكية، ولدت في 30 يوليو 1986 في باسادينا في الولايات المتحدة.

## أعمال

### أفلام
- طرزان[3][4][5]

## وصلات خارجية
- دانيال كيتون على موقع IMDb (الإنجليزية)
- دانيال كيتون على موقع قاعدة بيانات الفيلم (الإنجليزية)